# Oreochromis
Oreochromis är ett släkte av fiskar. Oreochromis ingår i familjen Cichlidae.

## Dottertaxa tillOreochromis, i alfabetisk ordning[1]
- Oreochromis amphimelas
- Oreochromis andersonii
- Oreochromis angolensis
- Oreochromis aureus
- Oreochromis chungruruensis
- Oreochromis esculentus
- Oreochromis hunteri
- Oreochromis ismailiaensis
- Oreochromis jipe
- Oreochromis karomo
- Oreochromis karongae
- Oreochromis korogwe
- Oreochromis lepidurus
- Oreochromis leucostictus
- Oreochromis lidole
- Oreochromis macrochir
- Oreochromis mortimeri
- Oreochromis mossambicus
- Oreochromis mweruensis
- Oreochromis niloticus
- Oreochromis pangani
- Oreochromis placidus
- Oreochromis rukwaensis
- Oreochromis saka
- Oreochromis salinicola
- Oreochromis schwebischi
- Oreochromis shiranus
- Oreochromis spilurus
- Oreochromis squamipinnis
- Oreochromis tanganicae
- Oreochromis upembae
- Oreochromis urolepis
- Oreochromis variabilis